# Орфеј и Еуридика
Орфеј и Еуридика је антички мит о трагичној љубави. Орфеј је био митски певач и песник, по неким верзијама син Еагра и Калиопе, једне од Муза. Према миту, када би засвирао на својој лири, чак ни природа није остајала равнодушна: дрвеће би се повијало према њему, рибе би искакале из мора да га боље чују, а шумске животиње би му без страха прилазиле. Иако се брзо прославио, није имао много среће у љубави. Своју лиру добио је на поклон од Бога Аполона. Његова жена, нимфа Еуридика, умрла је од уједа змије недуго пошто су се узели, због себичног Аристаја који је покушао да је силује. Орфеј је био толико скрхан да је одлучио да сиђе у доњи свет не би ли успео да је врати. Звук његове лире као да је зачарао становнике подземља: Кербер је постао умиљато куче, Харон је зауставио свој чамац, Сизиф је сео на свој камен, Тантал на кратко није осетио глад ни жеђ. Његова тужна песма дотакла је чак и хладна срца Хада и Персефоне. Дозволили су му да Еуридикину душу изведе на светлост дана и тако је оживи, али под условом да се ниједном не окрене за њом пре него што изађу. Збуњен и под притиском, не препознајући Еуридику у саблазни чије је кретање осетио иза себе, ипак се окренуо и тако други и последњи пут изгубио своју вољену. Након тога седам дана је гладовао, седам месеци непрестано плакао, а затим је три године провео у самоћи.
Орфеј је одбијао љубав других жена. Разне су теорије како је завршио свој живот, али по једној верзији Музе су га сахраниле под Олимпом и одатле легенда да славуји под Олимпом најлепше певају. Према другој верзији,Орфејева глава је допловила до острва Лезба и зато је то острво постало колевка песништва.

## Интерпретација мита у српској поезији
У својој поезији, Бранко Миљковић се од почетка суочава са мотивима мита, традиције и културе. Управо једно од основних својстава поезије неосимболистичког правца и јесте њен непрестани лирски дијалог са традицијом и културом. У његовим песмама присутни су одређени митови који чине смисаону подлогу песме. У збирци Узалуд је будим песник је за смисаону подлогу узео мит антички о Орфеју и Еуридици. У питању су песме: Орфеј у подземљу, Триптихон за Еуридику и Сонет о непорочној љубави. 
Миљковић је изрекао неколико карактеристичних мисли о Орфеју говорећи да се у његовој личности остварује јединство варварског, неспокојног и осећајног. По начину на који је певао, Орфеј је био божанство, а по темама о којима је певао- он је био смртник и рањена звер. Јер певао је о своју бол и своју патњу , несавршеност света. Али ипак је заувек остао песник који жали за својом драгом и који у другима лечи болест од које сам болује и умире.
У књизи Поезија српског неосимболизма, аутор анализира Миљковићеву песму Триптихон за Еуридику , три песме које чине целину, а које за смисаону подлогу управо имају мит о Орфеју и Еуридици. 
- У првој песми се назире Орфејева нада да ће успети да поврати драгу:

„Пробудити те морам Еуридико мртва”,
- У другој песми се наговештава улазак у граничну ситуацију:

“Не окренути се ма колико да се то хоће”,
- А у трећој песми Орфеј признаје пораз, речима:

"Изгубио сам те у ноћи подземној далеку”.
Аутор указује и на поистовећивање пејзажа и збивања. Миљковић бира речи да дочара слеп и беживотан простор: 
“На уклетој обали од дана дужој, где су славуји сви мртви, где је пре мене црвени челик био”,
Такође песмом доминира црвена боја, не само због асоцијација на вулканско стење испод којег се по предању налази Хад, него црвена боја симболише и живот и смрт . 
Мит о Орфеју и Еуридици је оставио трага како у књижевности тако и ликовној и музичкој уметности. Једна од најпознатијих руских песникиња Марина Цветајева је такође написала песму о Еуридици и Орфеју у којој се Еуридика обраћа Орфеју и моли га да је остави на миру, јер је изневерена. Колико је Марина волела митове сведочи и чињеница да је својој ћерки дала име Аријадна. У немачкој књижевности поменућемо Рајнер Марију Рилкеа и његову песму : Орфеј. Еуридика. Хермес. Мит је, поред осталих митова, предивно обрадио Овидије у Метаморфозама, а код нас Љубивоје Ршумовић у књизи за децу: Ујдурме и зврчке из античке Грчке.